# サドル (イスラム)
サドル(صدر sadr)は、イスラム世界において、称号や官職名、人名の一要素として使われるアラビア語起源の語彙。アラビア語で、原義は「胸」、「心」といった意味であり、歴史的なペルシア語文化圏であるトルコ・イラク・イランから中央アジアにかけての東方イスラム世界では、「中心」の語義から転じて最高責任者、首席のことを指すのに使われている。

## 称号・官職名
サドルの語は古くから貴人の尊称として使われ、政府の宰相やイスラムの宗務に関係する指導者に対して用いられた。後の時代になって13世紀から14世紀にイルハン朝の宗主権下でヘラートを支配したクルト朝によって宗務を監督する官職の名として用いられ始め、続くティムール朝のもとで中央アジアからイラン方面まで広まる。官職としてのサドルは、イマーム（礼拝の指導者）やカーディー（法官）、ムフタスィブ（監督官）などのイスラム法（シャリーア）に関わる領域を職務とする役職の任免を担い、ワクフ（宗教寄進財）の管理運営を監督するなど、シャリーアによって律せられたイスラム社会における社会生活・信仰を管轄する宗務の最高官として機能した。サドルの権限は、サイイド（預言者の聖裔）やウラマー（イスラム学識者）などの社会の指導層を事実上統括するものであり、東方イスラム世界を特徴づける定住民と遊牧民の共存支配体制においては、定住民社会の民政の最高責任者であった。サドルは各都市に一人から複数が置かれ、多くの場合その土地のサイイドやウラマーの名門家系によって世襲されていた。
ティムール朝解体後イラン高原に興ったサファヴィー朝でもその国家体制は基本的に共通しておりサドルが設置されたが、中央政府にサドルが置かれた点が異なる。中央のサドルはサファヴィー朝の支配権が及ぶ領内の全てに対して権限を持ち、広大なサファヴィー朝領全域の宗教関係の職務の最高責任者として強い力をもった。
一方、ティムール朝と同じ頃勃興したオスマン帝国では、「偉大」を意味するアザム(azam)を付した「サドラザム」(Sadrazam)という語が君主に代わって政治・軍事の全権を担った大宰相のことをいい、「両サドル」(sadrayn)といえば2人の首席法官を指した。
また、イラン方面ではシーア派（十二イマーム派）の有力者の人名の一要素としてサドルの語が使われ、イラク中部のシーア派の聖地カーズィマイン出身の十二イマーム派ウラマー名家のサドル家が有名である。

## サドル家（サドル派）
イラクのサドル家は、1957年にダアワ党を設立し、シーア派のイスラム法学者による積極的な政治参加を目指すイスラム主義運動の創始者となったムハンマド・バーキル・サドルが出たことで政治的にも重要な家系となった。イランのコム出身で、レバノンのシーア派政党アマルの創設者であったムーサー・アッ＝サドルもイラクのサドル家出自であるともいわれる。
ムハンマド・バーキル・サドルが1980年にサッダーム・フセイン政権の手によって殺害され、ダアワ党系のシーア派政治指導者がほとんどイランに亡命した後もムハンマド・バーキルの従兄弟であるムハンマド・サーディク・アッ＝サドルは従兄弟の教えに従ってイラクで信徒を政治的に指導する活動を続け、首都バグダードに多いシーア派貧困層に支持を広げ、これがいわゆるサドル派である。しかし、ムハンマド・サーディク・アッ＝サドルも1999年に殺害された。
サドル派を引き継いだ息子のムクタダー・サドルは父親ほど求心力がなかったため、サドル派は急速に影響力を失い政治の表舞台から姿を消す。しかし、2003年のイラク戦争で政権が打倒されると、バグダードのシーア派貧困層住民の多い地区サッダームシティがサドルシティと呼ばれるようになるまで勢力を急速に拡大、民兵組織マフディー軍を結成した。この動きに対し、サドル派内では父親以来の派閥とムクタダー・サドルに従う過激派との派閥に分裂した。俗に父サドル派、息子サドル派などと言われる。
ムクタダー・サドルは年若くイスラム法学者としての位階も低いためイラクのシーア派住民の主流となることはないとみられているが、サドル派にシーア派指導者のひとりアブドゥルマジド・ホイの殺害に関わった容疑がかかったのをきっかけに2004年春にアメリカ軍との戦闘に入り、イラク・シーア派中の反米指導者として位置付けられることとなった。